# Мочилки (Башкортостан)
Мочилки (баш. Мочилка) — деревня в Знаменского сельсовета Белебеевского района Республики Башкортостан.

## Население
| 2002 | 2009 | 2010 |
| ---- | ---- | ---- |
| 132  | ↘118 | ↘113 |

Национальный состав
Согласно переписи 2002 года, преобладающие национальности —  татары (60 %), русские (26 %).

## Географическое положение
Расстояние до:
- районного центра (Белебей): 32 км,
- центра сельсовета (Знаменка): 3 км,
- ближайшей ж/д станции (Глуховская): 9 км.